# 2006 en Italie
 (octobre 2024).
Si vous disposez d'ouvrages ou d'articles de référence ou si vous connaissez des sites web de qualité traitant du thème abordé ici, merci de compléter l'article en donnant les références utiles à sa vérifiabilité et en les liant à la section « Notes et références ».
Chronologie de l'Italie
- 2002
- 2003
- 2004
- 2005
- 2006
- 2007
- 2008
- 2009
- 2010

2004 par pays en Europe - 2005 par pays en Europe - 2006 par pays en Europe - 2007 par pays en Europe - 2008 par pays en Europe
2004 en Europe - 2005 en Europe - 2006 en Europe - 2007 en Europe - 2008 en Europe

## Événements

### Janvier 2006
- x

### Février 2006
- Samedi 4 février 2006 : la banque française BNP Paribas s'apprête à lancer une offre d'achat sur la sixième banque italienne Banca Nazionale del Lavoro.

- Vendredi 10 février 2006 : cérémonie d'ouverture des XXes Jeux olympiques d'hiver à Turin. Les Jeux olympiques se dérouleront du 11 février au 26 février.

- Vendredi 17 février 2006 : Silvio Berlusconi, président du Conseil, candidat à sa propre succession en vue des élections législatives des 9 et 10 avril 2006, passe un accord électoral avec Alessandra Mussolini, présidente de l'Alternative sociale, coalition politique d'extrême droite (ou de droite nationale) réunissant Azione Soziale, mouvement de Mme Mussolini, Forza Nuova, parti mené par Roberto Fiore, et Fronte Sociale Nazionale, parti dirigé par Adriano Tilgher. Mme Mussolini et ses deux alliés au sein de l'Alternative sociale ont toutefois décidé de ne pas se présenter personnellement aux élections législatives.

### Mars 2006
- x

### Avril 2006
- Dimanche 9 avril 2006 : élections législatives italiennes qui opposent l'Union, la coalition de gauche de Romano Prodi, à la Maison des libertés, la coalition de droite du président du Conseil sortant Silvio Berlusconi.

- Lundi 10 avril 2006 : les résultats définitifs des élections législatives italiennes sont très serrés. Ils donnent 25 000 voix d'avance à la coalition de gauche l'Unione, menée par Romano Prodi, soit 0,07 % des voix (participation de 83 %, avec plus de 39 000 000 de suffrages exprimés) sur la coalition de droite la Maison des libertés, du président du Conseil sortant, Silvio Berlusconi. Le système de la prime majoritaire donne cependant à la coalition de Romano Prodi une large avance en sièges à la Chambre des députés. Au Sénat, c'est le vote des Italiens de l'étranger qui donne un siège d'avance à l'Unione face à la Maison des libertés, ce qui lui permet d'obtenir ainsi la majorité aux deux chambres, et de pouvoir gouverner.

### Mai 2006
- Dimanche 28 mai : élections régionales en Sicile.

### Juin 2006
- x

### Juillet 2006
- x

### Août 2006
- x

### Septembre 2006
- x

### Octobre 2006
- x

### Novembre 2006
- 5-6 novembre : élections régionales au Molise.

### Décembre 2006
- x

## Culture

### Cinéma

#### Films italiens sortis en 2006
- 24 février : Arrivederci amore, ciao, film italien de Michele Soavi.

#### Autres films sortis en Italie en 2006
- 29 septembre : Cambia la tua vita con un click (Click : Télécommandez votre vie), film américain de Frank Coraci.
- 17 novembre : Il prescelto (The Wicker Man), film américano-germano-canadien de Neil LaBute.

#### Mostra de Venise
- Lion d'or d'honneur : David Lynch
- Lion d'or : Still Life de Jia Zhangke
- Coupe Volpi pour la meilleure interprétation féminine : Helen Mirren pour The Queen
- Coupe Volpi pour la meilleure interprétation masculine : Ben Affleck pour Hollywoodland

### Littérature

#### Livres parus en 2006
- Lui che ti tradiva d'Alberto Bevilacqua (Mondadori)

#### Prix et récompenses
- Prix Strega : Sandro Veronesi, Caos calmo (Bompiani)
- Prix Bagutta : Filippo Tuena, Le variazioni di Reinach, (Rizzoli) et Eugenio Borgna (it), L'attesa e la speranza, (Feltrinelli)
- Prix Campiello : Salvatore Niffoi, La vedova scalza
- Prix Napoli : Bruno Arpaia, Il passato davanti a noi (Guanda)
- Prix Stresa : Marco Santagata - L'amore in sè - Guanda
- Prix Viareggio :
  - Roman : Gianni Celati, Vite di pascolanti
  - Essai : Giovanni Agosti, Su Mantegna I
  - Poésie : Giuseppe Conte, Ferite e rifioriture
  - Première œuvre : Roberto Saviano, Gomorra

## Décès en 2006
- 22 avril : Alida Valli, 84 ans, actrice. (° 31 mai 1921)[1]
- 9 juin : Enzo Siciliano, 72 ans, écrivain et critique littéraire, lauréat du prix Strega en 1998. (° 27 mai 1934)[2]
- 12 octobre : Gillo Pontecorvo, 86 ans, réalisateur. (° 19 novembre 1919).
- 13 octobre : Dino Monduzzi, 84 ans, cardinal italien, préfet de la Maison pontificale de 1986 à 1998. (° 2 avril 1922)

#### Articles sur l'année 2006 en Italie
- Élection présidentielle italienne de 2006
- Élections générales italiennes de 2006
- Élections régionales italiennes de 2006
- XVe législature de la République italienne
- Gouvernement Romano Prodi II
- Insieme con l'Unione
- Affaire des matches truqués du Calcio

#### L'année sportive 2006 en Italie
- Jeux olympiques d'hiver de 2006
- Jeux paralympiques d'hiver de 2006
- Championnat d'Italie de football 2005-2006
- Championnat d'Italie de football 2006-2007
- Coupe d'Italie de football 2005-2006
- Coupe d'Italie de football 2006-2007
- Supercoupe d'Italie de football 2006
- Championnat d'Italie de rugby à XV 2005-2006
- Championnat d'Italie de rugby à XV 2006-2007
- Grand Prix automobile d'Italie 2006
- Milan-San Remo 2006
- Tour d'Italie 2006
- Masters de Rome 2006

#### L'année 2006 dans le reste du monde
- L'année 2006 dans le monde
- 2006 par pays en Afrique
- 2006 par pays en Amérique, 2006 aux États-Unis, 2006 au Canada
- 2006 par pays en Asie
- 2006 par pays en Europe, 2006 en France, 2006 en Suisse
- 2006 par pays en Océanie
- 2006 par pays au Proche-Orient
- 2006 aux Nations unies